# Kabinett Colijn I

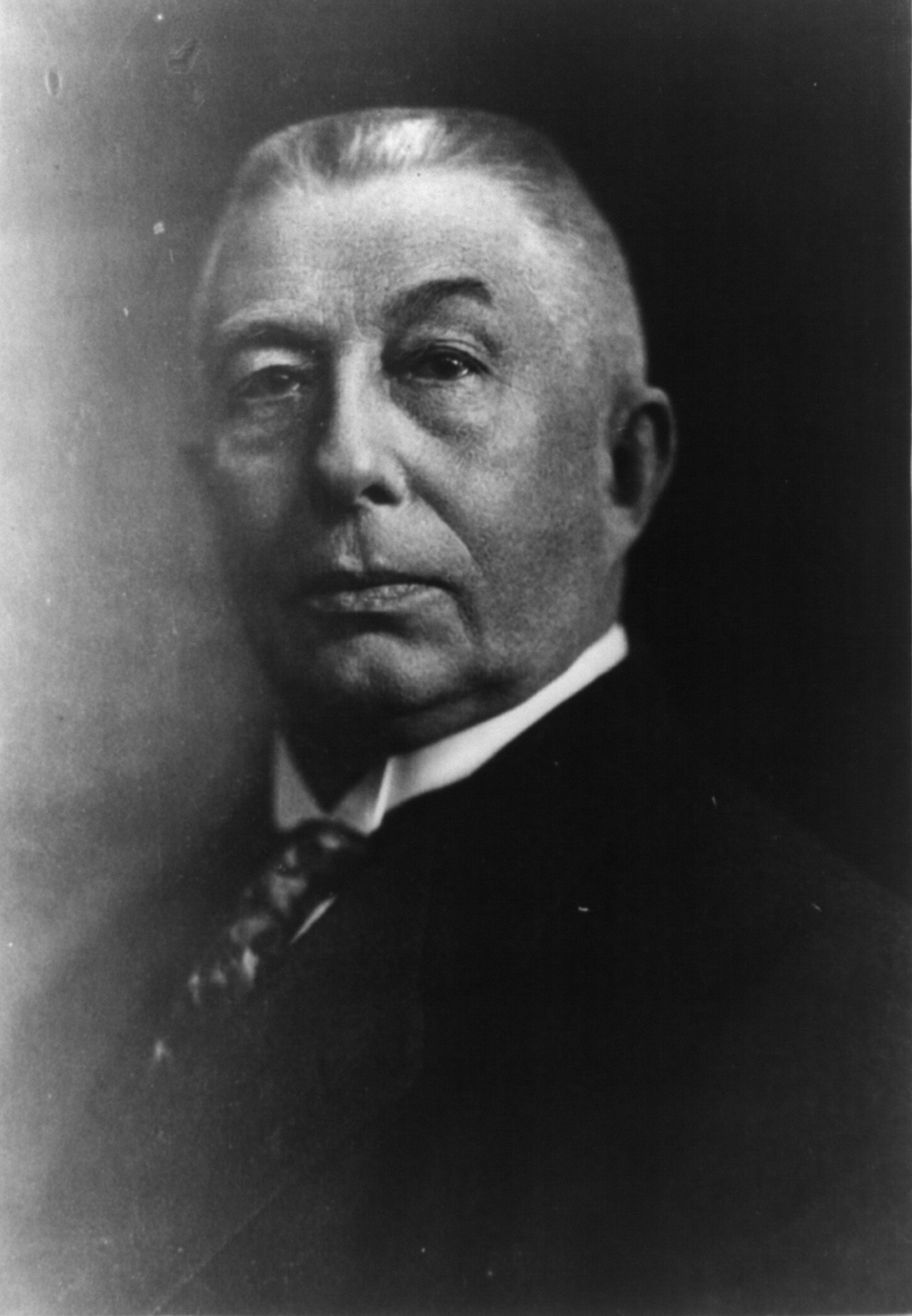
Ministerpräsident Hendrikus Colijn.

Das Kabinett Colijn I wurde in den Niederlanden durch Ministerpräsident Hendrikus Colijn am 4. August 1925 gebildet und löste das Kabinett Ruijs de Beerenbrouck II ab. Das Kabinett war ein „rechtes“ Kabinett: Es bestand aus Ministern der Anti-Revolutionaire Partij (ARP), der Christelijk-Historische Unie (CHU) und des katholischen Algemeene Bond van RK-kiesverenigingen (ABRK) sowie dem liberalen parteilosen Außenminister Herman Adriaan van Karnebeek.
Bei den vorangegangenen Wahlen vom 1. Juli 1925 errangen die Regierungsparteien ABRK 30, ARP 13 und CHU elf Sitze und damit weiterhin eine absolute Mehrheit, wenngleich nur noch 54 der 100 Sitze in der Zweiten Kammer der Generalstaaten. Dieses erste christliche Kabinett unter Führung von Hendrikus Colijn fiel nach nur drei Monaten im November 1925. Colijn wurde bei den Wahlen als starker Mann dargestellt, nachdem er als Finanzminister im Vorgängerkabinett eine auf Sparmaßnahmen ausgerichtete Finanzpolitik betrieben hatte und übernahm auch in seinem eigenen Kabinett weiterhin das Amt des Finanzministers. Das Kabinett legte den Haushalt für 1926 vor, unternahm jedoch keine wesentlichen politischen Maßnahmen. Die katholischen Minister boten ihren Rücktritt wegen der Abstimmung über die Gesandtschaft beim Heiligen Stuhl an. Drei Tage später trat das gesamte Kabinett am 11. November 1925 zurück und blieb noch geschäftsführend im Amt, ehe am 8. März 1926 das Kabinett De Geer I die Nachfolge antrat.

## Bildung des Kabinetts
Nach zwei Perioden unter der Führung eines katholischen Ministerpräsidenten sollte das Kabinett von einem Protestanten geführt werden. Nach Ansicht vieler war Colijn, Finanzminister seit 1923, der geeignetste Kandidat dafür. Der Auftrag als „Formateur“ wurde ihm daher am 15. Juli 1925 erteilt. Die Gesandtschaft beim Heiligen Stuhl war der Hauptstreitpunkt zwischen den drei rechten Parteien, weil insbesondere die CHU der Meinung war, dass diese Gesandtschaft beendet werden sollte. Diese wurde während des Ersten Weltkriegs mit provisorischem Charakter errichtet. Mangels Alternativen schlossen sich die drei Parteien trotz fehlender Einigung über die Gesandtschaft zusammen. Die Kabinettsbildung wurde am 1. August 1925 abgeschlossen. Zwei prominente Führer, Dirk Jan de Geer als Innen- und Landwirtschaftsminister und Jan Schokking als Justizminister, schlossen sich dem Kabinett für die CHU an.

## Die „Nacht von Kersten“
Kurz nach den allgemeinen Beratungen zum Haushalt für 1926, am späten Abend des 10. November 1925, brachten die beiden Abgeordneten der Staatkundig Gereformeerde Partij (SGP) Gerrit Hendrik Kersten und Pieter Zandt während der Beratung des Haushaltes des Außenministeriums einen Änderungsantrag ein, der darauf abzielte, die Mittel für die Gesandtschaft beim Heiligen Stuhl zu streichen. Der katholische Parteiführer Willem Hubert Nolens warnte davor, dass eine Annahme des Antrages zu einem Rücktrittsgesuch der katholischen Gesandten führen würde. Dieser Abend vor der Krise ging als Nacht van Kersten („Nacht van Kersten“) in die Geschichte ein. Einen Tag später, am 11. November 1925, wurde „das Urteil“ gefällt. Der SGP-Änderungsantrag wurde mit Unterstützung der gesamten Opposition und der Regierungspartei CHU angenommen. Der linksliberale Vrijzinnig Democratische Bond (VDB) stimmte nur für die Änderung, um den Sturz des Kabinetts zu fördern. Es fiel auf, dass der CHU-Parteivorsitzende Johannes Theodoor de Visser und zwei ARP-Abgeordnete (Lodewijk Duymaer van Twist und Hugo Visscher) abwesend waren. Die anwesenden Mitglieder der ARP-Fraktion und der ABRK stimmten gegen den Änderungsantrag.

## Mitglieder des Kabinetts
Dem Kabinett gehörten folgende Personen an:
| Amt                                               | Amtsinhaber                                     | Partei                | Beginn der Amtszeit            | Ende der Amtszeit            |
| ------------------------------------------------- | ----------------------------------------------- | --------------------- | ------------------------------ | ---------------------------- |
| Ministerpräsident                                 | Hendrikus Colijn                                | ARP                   | 4. August 1925                 | 8. März 1926                 |
| Außenminister                                     | Herman Adriaan van Karnebeek                    | Liberaler Parteiloser | 4. August 1925                 | 8. März 1926                 |
| Justizminister                                    | Jan Schokking                                   | CHU                   | 4. August 1925                 | 8. März 1926                 |
| Innen- und Landwirtschaftsminister                | Dirk Jan de Geer                                | CHU                   | 4. August 1925                 | 8. März 1926                 |
| Minister für Unterricht, Kunst und Wissenschaften | Victor Henri Rutgers                            | ARP                   | 4. August 1925                 | 8. März 1926                 |
| Finanzminister                                    | Hendrikus Colijn                                | ARP                   | 4. August 1925                 | 8. März 1926                 |
| Kriegsminister                                    | Johan Marie Jacques Hubert Lambooij             | ABRK                  | 4. August 1925                 | 8. März 1926                 |
| Marineminister                                    | Johan Marie Jacques Hubert Lambooij             | ABRK                  | 4. August 1925                 | 8. März 1926                 |
| Minister für Wasserwirtschaft                     | Max Charles Emile Bongaerts                     | ABRK                  | 4. August 1925                 | 8. März 1926                 |
| Minister für Arbeit, Handel und Industrie         | Dionysius Koolen                                | ABRK                  | 4. August 1925                 | 8. März 1926                 |
| Kolonialminister                                  | Hendrikus Colijn (kommissarisch) Charles Welter | ARP ABRK              | 4. August 1925 1. Oktober 1925 | 1. Oktober 1925 8. März 1926 |